# 林奏絵
林 奏絵（はやし かなえ、1996年6月17日 - ）は、日本の女性声優、女優。かつては山王プロダクションの劇団日本児童を経て、オフィスチャープに所属していた。

## 人物・来歴
声優を目指し、芸能の高等学校に入学。高校卒業後は日本芸術専門学校演劇学科俳優コースに在学。その後はベリーメリーミュージック八王子校にて歌唱を学ぶ。
高校3年生時に映画製作団体PANPOKOPINAの短編自主制作アニメ『こんぷれっくす×コンプレックス』のオーディションを受け、応募総数250名の中から主演の小谷ゆい役に抜擢され、声優デビュー。同作品にて、「蓼科高原映画祭」審査員特別賞（声優賞）、「FOXムービー短編映画祭2016」審査員特別女優賞を受賞。
女優業は、2017年のきりゅうシネマ『リクエスト・コンフュージョン』で初めて映像作品に出演。
役者業を本格化させてからはオフィスチャープに所属し、声優業としては主にNetflix版の吹き替えを担当してきたが、2019年10月31日に退所。フリーになってからは映像関連の女優業にも足を踏み入れる意向を示していたが、事務所退所以降の表立った役者活動は見られない。
趣味はイラスト、ピアノ、ギター、小動物の動画視聴。特技は似顔絵、ダンス、しりとり。利き手は左手。高校時代からの友人である小日向麻衣（drop→ナナランド）の生誕記念などのTシャツのイラストを2017年より提供したり、当時所属していたオフィスチャープのキャラクターボイスサンプルのイラストを手掛けたり、「ココナラ」でSNS用のアイコン作成を受け付けたりなど、趣味のイラストを生かした活動も行っている。

## 出演
太字はメインキャラクター。

### 劇場アニメ
- こんぷれっくす×コンプレックス（2015年、小谷ゆい[18]）

### Webアニメ
- おそとでごはん 〜外食は楽しい〜（2019年 - 2021年、球菜[19]）

### 吹き替え

#### 映画
- グランピーキャットの最低で最高のクリスマス（英語版）（2018年、クリスタル〈ミーガン・シャルパンティエ〉）
- アメリカン・サイコ（2019年、クリスティ〈カーラ・シーモア〉） ※Netflix版
- テラビシアにかける橋（2019年、ブレンダ・アーロンズ〈デヴォン・ウッド〉、ジャニス・エイブリー〈ローレン・クリントン〉） ※Netflix版
- LOL 〜ローラの青春〜（英語版）（2019年、エミリー〈アシュリー・ヒンショウ〉）
- ダーティ・ダンシング（2019年、フランシス・"ベイビー"・ハウスマン〈ジェニファー・グレイ〉） ※Netflix版
- リケジョがサッカーに出会ったら（英語版）（2020年、ジャネッサ〈ジェンマ・チュア＝トラン〉）

#### ドラマ
- UnREAL Season2（英語版）（2017年、ティファニー〈キム・マトゥーラ（英語版）〉）

#### アニメ
- H2O:マーメイド・アドベンチャー（英語版）（2015年、シンシア）
- クリパリ カエルの戦士（英語版）（2016年、ティピ）
- スパイキッズ:とくべつミッション（英語版）（2018年、カルメン） - 2シリーズ
- クリパリ 夢の世界へ（2018年、トゥーマ）

### 映画
- きみはなにも悪くないよ（2017年、ENBUゼミナール、監督：岡元雄作）　※ENBUゼミナールシネマプロジェクト作品
- カメラを止めるな!（2017年、ENBUゼミナール/アスミック・エース、監督：上田慎一郎） - 護身術アシスタント 役　※ENBUゼミナールシネマプロジェクト作品

#### 短編映画
- リクエスト・コンフュージョン（2017年、監督：マキタカズオミ） - 秋谷千尋 役[20]　※きりゅう映画祭製作
- Last Lie（2018年、監督：岡元雄作） - 主演・木島芽依 役[21]
- カメラを止めるな!リモート大作戦!（2020年、監督：上田慎一郎） - 護身術アシスタント 役

### 舞台
- elePHANTMoon #14「爛れ、至る。」（2015年5月21日 - 31日、こまばアゴラ劇場）[22]
- Moratorium Pants Vol.9 音楽劇「おばけリンゴ」（2015年10月1日 - 18日、新宿シアター・ミラクル） - 王様(Bキャスト) 役[23]
  - Moratorium Pants 第11回公演 音楽劇「おばけリンゴ」（2017年2月23日 - 26日・3月5日、座・高円寺2 / ひたちなか市文化会館） - 王様 役[24]
- 日本芸術専門学校主催 ミュージカル「hairspray JR.」（2016年9月16日 - 19日、山王ヒルズホール） - プルーディ・ピングルトン 役[25]

### テレビ番組
- あしたのSHOW 第48・49回（2018年3月1日・8日、TOKYO MX）[26]

### その他
- Nagatacho GRID - 21世紀の雑居ビル（2017年）